# Karl Hans Simmrock
Karl Hans Simmrock (* 29. April 1930 in Darmstadt; † 2. Mai 2017) war ein deutscher Professor für technische Chemie der Technischen Universität Dortmund.

## Leben
Geboren wurde Karl Hans Simmrock als Sohn von Karl und Erna Maria (geb. Greunig) Simmrock. Nach dem Abitur absolvierte er das Studium der Chemie an der heutigen Technischen Universität Darmstadt, wo er 1951 Mitglied des Corps Franconia Darmstadt wurde und 1958 als Diplomchemiker abschloss. Im Folgejahr wurde er zum Doktor der Naturwissenschaften (Dr. rer. nat.) promoviert.
Karl Hans Simmrock arbeitete auch als Chemiker in den Chemischen Werken Hüls A.G. in Marl im nördlichen Ruhrgebiet. Danach erhielt er eine Professur an der Universität Dortmund im Bereich der Technischen Chemie, in deren Rahmen er von 1968 bis 1995 zu seinen Arbeitsgebieten der Statistik und der mathematischen Modellierung chemischer Prozesse, der chemischen Verfahrensentwicklung, der elektrochemischen Verfahren mit Ionenaustauscher-Membranen sowie zu kooperierenden Expertensystemen zur Verfahrenssynthese forschte und lehrte. Während seiner Lehrtätigkeit leitete er das Institut für Chemietechnik und war ebenfalls Inhaber des Lehrstuhls für Technische Chemie (Prozesskunde). Die Fakultät Bio- und Chemieingenieurwesen der Universität Dortmund führt ihn in der Liste der Emeriti auf.
Im Zuge seiner Forschungen in den genannten Bereichen meldete er drei Patente an. Es handelt sich dabei um chemisch-technische Verfahren, wie dem Verfahren zur Trennung von diacetylhaltigen Gemischen aus Methylethylketon, Ethylacetat, Ethanol, Wasser sowie gegebenenfalls Toluol und n-Hexan (1990), die Method for processing chlorinated hydrocarbon residues (1980) sowie der Process of producing olefin oxide (1978).
Von 1994 bis 2011 war er Geschäftsführer des Process Design Center GmbH. Das PDC führt die Entwicklung von PROSYN® weiter fort, indem es sich neuer Technologien und Gerätschaften bedient.

## Wissenschaftliches Wirken
Seit der Dissertation fokussierte er sich auf die digitalisierte Behandlung der chemischen Verfahrensentwicklung. Diese führte von der mit statistischen Methoden unterlegten optimierenden Versuchsplanung über die mathematische Modellierung einzelner technologischer Verfahrensschritte hin zu einem allgemein für die chemische Verfahrensentwicklung gültigen Konzept (künstliche Intelligenz), das schließlich als optimierendes Expertensystem PROSYN auch industrielle Verwendung gefunden hat.
Der experimentelle Bereich seiner Arbeit beinhaltete vorwiegend das Thema Elektrochemie unter Verwendung beschichteter Ionenaustauschermembranen in der Natriumsulfat- sowie Chloralkali- und Wasser-Elektrolyse als auch in der organischen Elektrochemie. Zahlreiche weitere experimentelle Arbeiten dienten weitgehend als Beitrag zur Aufrechterhaltung des experimentellen Standards an einem Lehrstuhl für Technische Chemie auf dem Gebiet der Prozesstechnik.

## Publikationen
- mit B. Beßling und G. Schembecker: Design of reactive distillation processes with reactive and nonreactive distillation zones. In: Institution of Chemical Engineers Symposium Series. 142, 1997, S. 675–683.
- mit B. Beßling und G. Schembecker: Design of Processes with Reactive Distillation Line Diagrams. In: Industrial and Engineering Chemistry Research. 36, 1997, S. 3032–3042.
- mit G. Schembecker: Heuristic-Numeric Design of Separation Processes for Azeotropic Mixtures. In: Computers and Chemical Engineering. 21, 1997, S. 231–236.
- mit G. Schembecker, T. von Trotha, G. Hradetzky, S. Jung, D. A. Lempe, J. Gmehling, R. Sass und U. Westhaus: Auswahl von Daten und Berechnungsmethoden für Reinstoffe und Gemische mit Hilfe eines heuristisch-numerischen Beratungssystems. In: Chemie-Ingenieur-Technik. 68, 1996, S. 1307–1311.
- mit G. Schembecker: AZEOPERT – A Heuristic-Numeric System for the Prediction of Azeotrope Formation. In: Computers and Chemical Engineering. 19, 1995 (Suppl.), S. 253–258.
- mit G. Schembecker, T. Dröge und U. Westhaus: READPERT – Development, Selection and Design of Chemical Reactors. In: Chemical Engineering and Processing: Process Intentification. 34, 1995, S. 317–322.
- mit T. Dröge, G. Schembecker und U. Westhaus: Heuristisch-numerisches Beratungssystem für die Reaktorauswahl bei der Verfahrensplanung. In: Chemie-Ingenieur-Technik. 66, 1994, S. 1043–1050.
- mit G. Schembecker und A. Wolff: Synthesis of Chemical Process Flowsheets by means of Cooperating Knowledge Integrating Systems. In: Institution of Chemical Engineers Symposium Series. 133, 1994, S. 333–341.
- mit G. Schembecker und W. Schüttenhelm: Cooperating Knowledge Integrating Systems for the Synthesis of Energy-Integrated Distillation Processes. In: Computers and Chemical Engineering. 18, 1994, (Suppl.), S. 131-S135
- mit A. Dederichs, P. Fischer und G. Schembecker: ARDPERT, ein Beratungssystem für die Vermeidung, Verwertung und Entsorgung anorganischer Rückstände. In: LWA-Materialien. Nr. 9/93, Landesamt für Wasser und Abfall des Landes Nordrhein-Westfalen, Düsseldorf 1993.
- mit W. Burgard, A. B. Cremers und G. Schembecker: PROSPERT, ein auf Fuzzy-Logik basierendes, prototypisches System zur Synthese chemischer Prozesse. In: K. Goser (Hrsg.): Technische Anwendungen von Fuzzy-Systemen. VDE/ITG-Fachbericht 1992.
- mit P. Cyris und G. Schembecker: Verfahren zur Trennung von diacetylhaltigen Gemischen aus Methylethylketon, Ethylacetat, Ethanol, Wasser sowie gegebenenfalls Toluol und n-Hexan. European Patent No. 0384458, 29. August 1990[6]
- mit J. Jörissen: Recycling of Sodium Sulphate by Electrochemical Splitting into Caustic Soda and Sulphuric Acid. In: Bulletin of Electrochemistry. 12, 1996, S. 310–314.
- mit J. Jörissen: Electrochemical Recycling of Caustic Soda and Sulphuric Acid from Sodium Sulphate. In: Trans. SAEST. 29, 1994, S. 253.
- mit J. Jörissen: Integrierter Umweltschutz pur, leitsalzfreie organische Synthese. In: Chemische Industrie. Nr. 11, 117, 1994, S. 25–27.
- mit J. Jörissen, M. Held und D. Klein: Ionenaustauscher-Membranen als Festelektrolyt für die leitsalzfreie elektro-organische Synthese. In: DECHEMA-Monographien. 125, 1992, S. 693–706.
- mit J. Jörissen: Einsatz von Gaselektroden in Zellen für die Alkalichlorid- und die Natriumsulfat-Elektrolyse. In: DECHEMA-Monographien.  124, 1991, S. 21–35.
- mit J. Jörissen: The behaviour of ion exchange membranes in electrolysis and electrodialysis of sodium sulphate. In: J. Appl. Electrochem. 21, 1991, S. 869–876.
- mit R. Fabiunke, R. Gregel, J. Jörissen und M. Köhler: Organische Elektrosynthesen an einer Kationenaustauscher-Membran als Festkörperelektrolyt. In: DECHEMA-Monographien. 112, 1988, S. 299–315.
- mit J. Jörissen, R. Fabiunke und R. Gregel: Electro-Organic Syntheses in Solid Polymer Electrolyte Cells. In: Proc.-Electrochem. Soc. 88-2, 1988, S. 383–396.
- mit T. Brücken und J. Jörissen: Elektrolyse unter Neutralisation des Katholyten. In: Chem.-Ind. 109, 1986, S. 256–258.
- mit R. Bork-Brücken: Unterschiede im Membranverhalten einer Chloralkali-Elektrolyse mit KCl- und NaCl-Lösungen. In: Chem.-Ing.-Tech. 58, 1986, S. 407–409.
- mit E. Giesenbeck, J. Jörissen und R. Rodermund: Einsatz perfluorierter Kationenaustauscher-Membranen in Elektrolyseverfahren, insbesondere bei der Chloralkali-Elektrolyse. In: Chem.-Ing.-Tech. 53, 1981, S. 10–25.
- Expertensysteme für die Verfahrensentwicklung. In: Expertensysteme : Entwicklung und industrielle Anwendung. Kurzfassung der Vorträge anlässlich der 63. Sitzung des Wissenschaftlichen Rates der Arbeitsgemeinschaft Industrieller Forschungsvereinigungen „Otto von Guericke“ e. V. (AiF) am 26. November 1991 in Schloss Rahe, Aachen-Laurensberg / AiF, Arbeitsgemeinschaft Industrieller Forschungsvereinigungen „Otto von Guericke“ e. V., 1991, DNB 921125844, S. 31.
- mit Klaus Traube, Albert Kuhlmann, Carl Böhret, Sylvius Hartwig, Rainer Hohlfeld und Christoph Zöpel: Technikkontrolle in der Risikogesellschaft. Verlag neue Gesellschaft, Bonn 1988, ISBN 3-87831-463-9.
- Die Herstellungsverfahren für Propylenoxid und ihre elektrochemische Alternative. In: Chemie Ingenieur Technik. 48, 1976, S. 1085–1096.
- mit Axel Gottschalk, Ralf Janowsky, Michael Nemecek, Gerhard Schembecker und Andreas Wolff: Application of HEATPERT for the Energy Integration of Industrial Chemical Processes. 2nd Conference on Process Integration, Modeling and Optimization for Energy Saving and Pollution Reduction (PRES 99), May 31 – June 2, 1999, Budapest, Hungary

## Fachvorträge
- mit M. Nemecek, A. Gottschalk, R. Janowski, G. Schembecker und A. Wolff: Das heuristisch-numerische Beratungssystem HEATPERT für die energieoptimale Prozeßsynthese – Demonstration anhand eines industriellen Beispiels. Interne Arbeitssitzung des GVC-Fachausschusses „Prozeß und Anlagentechnik“, des DECHEMA-Arbeitsausschusses „Computeranwendungen in der Chemischen Industrie“, des GVC-Arbeitskreises „Produktionslogistik“ und des GVC-Fachausschusses „Rohrleitungstechnik“, 26./27. Oktober 1998, Kleve, 1998.
- mit A. Gottschalk und G. Schembecker: Heuristisch-numerische Energieintegration chemischer Prozesse. VW-Kolloquium 22./23. Februar 1996, Aachen 1996.